# Dimos Saronikos
Dimos Saronikos (Saronikos) är en kommun i Grekland.   Den ligger i prefekturen Nomarchía Anatolikís Attikís och regionen Attika, i den sydöstra delen av landet, 29 km sydost om huvudstaden Aten. Antalet invånare är 29 002.